# Malaia (Vâlcea)
Malaia é uma comuna romena localizada no distrito de Vâlcea, na região de Oltênia. A comuna possui uma área de  km² e sua população era de 1924 habitantes segundo o censo de 2007.